# Moye (Alta Savoia)
Moye és un municipi francès situat al departament de l'Alta Savoia i a la regió d'Alvèrnia-Roine-Alps. L'any 2007 tenia 1.023 habitants.

## Demografia

### Població
El 2007 la població de fet de Moye era de 1.023 persones. Hi havia 362 famílies de les quals 60 eren unipersonals (24 homes vivint sols i 36 dones vivint soles), 105 parelles sense fills, 169 parelles amb fills i 28 famílies monoparentals amb fills.
La població ha evolucionat segons el següent gràfic:
Habitants censats

### Habitatges
El 2007 hi havia 447 habitatges, 366 eren l'habitatge principal de la família, 50 eren segones residències i 31 estaven desocupats. 422 eren cases i 25 eren apartaments. Dels 366 habitatges principals, 330 estaven ocupats pels seus propietaris, 28 estaven llogats i ocupats pels llogaters i 8 estaven cedits a títol gratuït; 2 tenien una cambra, 11 en tenien dues, 38 en tenien tres, 100 en tenien quatre i 215 en tenien cinc o més. 335 habitatges disposaven pel capbaix d'una plaça de pàrquing. A 113 habitatges hi havia un automòbil i a 239 n'hi havia dos o més.

### Piràmide de població
La piràmide de població per edats i sexe el 2009 era:
| Homes | Edats   | Dones |
| ----- | ------- | ----- |
| 0     | 95 o +  | 0     |
| 4     | 90 a 94 | 0     |
| 8     | 85 a 89 | 8     |
| 8     | 80 a 84 | 4     |
| 8     | 75 a 79 | 20    |
| 12    | 70 a 74 | 16    |
| 8     | 65 a 69 | 16    |
| 4     | 60 a 64 | 12    |
| 32    | 55 a 59 | 16    |
| 40    | 50 a 54 | 36    |
| 32    | 45 a 49 | 28    |
| 36    | 40 a 44 | 28    |
| 52    | 35 a 39 | 44    |
| 44    | 30 a 34 | 36    |
| 24    | 25 a 29 | 16    |
| 20    | 20 a 24 | 28    |
| 12    | 15 a 19 | 32    |
| 24    | 10 a 14 | 24    |
| 40    | 5 a 9   | 32    |
| 32    | 0 a 4   | 28    |

## Economia
El 2007 la població en edat de treballar era de 686 persones, 514 eren actives i 172 eren inactives. De les 514 persones actives 485 estaven ocupades (264 homes i 221 dones) i 28 estaven aturades (10 homes i 18 dones). De les 172 persones inactives 65 estaven jubilades, 64 estaven estudiant i 43 estaven classificades com a «altres inactius».

### Ingressos
El 2009 a Moye hi havia 358 unitats fiscals que integraven 1.007,5 persones, la mediana anual d'ingressos fiscals per persona era de 20.190 €.

### Activitats econòmiques
Dels 34 establiments que hi havia el 2007, 1 era d'una empresa alimentària, 1 d'una empresa de fabricació d'altres productes industrials, 18 d'empreses de construcció, 4 d'empreses de comerç i reparació d'automòbils, 1 d'una empresa de transport, 2 d'empreses d'hostatgeria i restauració, 2 d'empreses d'informació i comunicació, 4 d'empreses de serveis i 1 d'una empresa classificada com a «altres activitats de serveis».
Dels 14 establiments de servei als particulars que hi havia el 2009, 1 era un paleta, 2 guixaires pintors, 3 fusteries, 1 lampisteria, 4 electricistes, 2 empreses de construcció i 1 restaurant.
Dels 2 establiments comercials que hi havia el 2009, 1 era una botiga de menys de 120 m² i 1 una llibreria.
L'any 2000 a Moye hi havia 34 explotacions agrícoles que ocupaven un total de 1.058 hectàrees.

## Equipaments sanitaris i escolars
El 2009 hi havia una escola elemental.

## Poblacions més properes
El següent diagrama mostra les poblacions més properes.